# Palacio de Valdellorma
Palacio de Valdellorma es una localidad española que forma parte del municipio de La Ercina, en la provincia de León, comunidad autónoma de Castilla y León.

## Geografía

### Ubicación
| Noroeste: Acisa de las Arrimadas | Norte: Fresnedo de Valdellorma | Noreste: La Serna             |
| Oeste: Lugán                     |                                | Este: Modino                  |
| Suroeste Valporquero de Rueda    | Sur: Valporquero de Rueda      | Sureste: Valporquero de Rueda |

## Demografía
Evolución de la población
| Gráfica de evolución demográfica de Palacio de Valdellorma entre 2000 y 2019 |
|                                                                              |
| Población de derecho (2000-2017) según el padrón municipal del INE           |